# Krośnica (Opole)
Pour les articles homonymes, voir Krośnica.
Krośnica est une localité polonaise du gmina de Izbicko, située dans le powiat de Strzelce en voïvodie d'Opole.